# Lani
I Lani, chiamati anche Dani occidentali (in inglese Western Dani), sono un gruppo etnico che vive negli altipiani centrali della Nuova Guinea Occidentale, nella provincia indonesiana di Papua. Linguisticamente e culturalmente sono affini al vicino popolo Dani della valle del Baliem.
I Lani hanno vissuto per millenni isolati sugli altipiani con una tecnologia rimasta all'età della pietra; il primo contatto con le popolazioni occidentali è avvenuto solo nella prima metà del XX secolo.

## Storia
Il popolo Lani non ha lasciato testimonianza scritta della propria storia prima del contatto con il mondo occidentale, per cui, al pari degli altri gruppi etnici degli altipiani, non è facile stabilire la loro storia, né quando da popolo dedito alla caccia e raccolta si sia trasformato in una società agricola stanziale. Lo stesso arrivo nella zona della patata dolce, sulla quale è basata la sussistenza di tutti gli individui, è un argomento fortemente dibattuto dagli studiosi.
I primi sporadici contatti con gli occidentali avvennero a partire dal dicembre del 1909, quando una serie di spedizioni esplorative olandesi e britanniche arrivarono a lambire i territori abitati dai Lani; avendo tuttavia interesse più per le montagne che per gli abitanti attorno ad esse, i componenti che ne facevano parte instaurarono limitati contatti con gli indigeni. Nel 1921 una spedizione guidata dal capitano Kremer diretta al Puncak Trikora si fermò per un paio di mesi nella valle di Swart, a contatto con i Lani; per la prima volta un antropologo che ne faceva parte, Paul Wirz, studiò la popolazione indigena. Nel 1926 si iniziò ad impiegare il termine Dani o Ndani, usato originariamente dai Moni o dai Damal per indicare i popoli degli altipiani orientali; nel 1938 l'esploratore statunitense Richard Archbold scoprì, sorvolandola, la valle del Baliem, densamente popolata dal popolo Dani.
Le tribù stanziate nelle valli più occidentali e settentrionali, oltre che alla testata della stessa valle del Baliem, cominciarono ad usare il termine Lani per autodefinirsi, in modo da distinguersi dai loro vicini. I primi missionari nella zona notarono un atteggiamento più amichevole dei Lani, abituati ad avere contatti con altri gruppi etnici molto diversi da loro, rispetto a quello più fiero e combattivo dei Dani stanziati al centro della valle.

## Cultura
I maschi indossano tradizionalmente un astuccio penico, al quale a volte aggiungono pezzi di corteccia essiccata o di altre fibre vegetali appese a coprire la regione anale o il petto, con il significato di impedire l'entrata di spiriti maligni. Le donne coprono le natiche e i genitali con gonnellini di corteccia, ai quali aggiungono una lunga rete di corda che serve a coprire loro la schiena e a riporre i bambini in tenera età o altri oggetti. I guerrieri possono indossare una veste in rattan legata alle spalle grazie ad alcune cordicelle, che serve loro da protezione. Uomini e donne sono soliti portare braccialetti o fasce di corda attorno alle braccia.
Gli strumenti erano costruiti in pietra (asce), in osso (aghi, punteruoli e coltelli), in bambù (altri coltelli) o in legno (attrezzi agricoli). Le armi erano tradizionalmente costituite da lance, archi e frecce costruiti con diversi tipi di legno. I villaggi erano composti da capanne rotonde dal tetto conico suddivise in due piani, con quello più elevato sorretto da pali di bambù destinato al sonno degli occupanti; gli uomini dormivano con i figli più grandi in capanne destinate a loro, leggermente più grandi di quelle riservate alle donne, alle figlie e ai bambini piccoli.
La sussistenza è assicurata dall'agricoltura, praticata con il metodo della rotazione periodica dei terreni coltivati e abbandonati; la principale coltivazione è quella della patata dolce, alla quale si aggiungono il taro, l'igname e il banano. Il sale è ricavato da un pozzo che si trova nel territorio dei Moni. Il maiale è allevato più per motivi cerimoniali che per sostentamento, mentre a volte i Lani cacciano uccelli e piccoli marsupiali. Il lavoro negli orti viene svolto insieme con i proprietari di altri terreni, creando in tal modo una fitta rete di prestazioni lavorative date e ricevute all'interno del villaggio.

## Lingua
La lingua parlata dai Lani appartiene al gruppo di famiglie linguistiche della trans-Nuova Guinea, e più precisamente alla famiglia delle lingue dani-kwerba, al pari del Dani parlato in tre diverse varietà nella valle del Baliem e dello Yali. Si stima che l'idioma sia parlato da circa 180000 individui.